# Tsunami Sea
Tsunami Sea ist das zweite Studioalbum der kanadischen Metal-Band Spiritbox. Es wurde am 7. März 2025 über Rise Records veröffentlicht. 

## Entstehung
Sängerin Courtney LaPlante erklärte im Dezember 2023 gegenüber dem Magazin Revolver, dass ihre Band im folgenden Jahr ein neues Album schreiben wird. Die Band wolle sich erneut selbst beweisen, dass sie ein neues Album aufnehmen kann, da der Erfolg des Debütalbums Eternal Blue den Ehrgeiz der Musiker geweckt habe. Laut LaPlante herrschte in der Band eine Stimmung, nach der sich die Band erneut selbst beweisen will. Einen Monat später veröffentlichte die Band über Instagram ein Video, welches die Band im Studio mit Jordan Fish, dem ehemaligen Keyboarder von Bring Me the Horizon zeigt. Laut Courtney LaPlante wurden keine der mit Jordan Fish aufgenommenen Lieder für das Album verwendet.
Für das Album schrieb der Gitarrist Mike Stringer zwischen 25 und 30 Lieder, die eine weite musikalischen Bandbreite aufwiesen. Ein Lied wäre laut Stringer „fast Hyperpop“, während andere Elemente des Tech House oder UK Garage enthalten. Die Band wählte für das Album elf Titel aus. Tsunami Sea wurde in den Hallway Studios in Los Angeles aufgenommen und von Dan Braunstein und dem Gitarristen Mike Stringer produziert. Gemischt wurde das Album von Zakk Cervini, während Ted Jensen das Mastering übernahm. Mike Stringer spielte zudem den Bass ein, was Sängerin Courtney LaPlante mit „Zeitgründen“ erklärte. Der etatmäßige Bassist Josh Gilbert steuerte auf dem Album erstmals Hintergrundgesänge bei. LaPlante bezeichnete Gilbert als einen Teamplayer, dem es egal wäre, wer den Bass einspielt.

## Veröffentlichung
Als erste Single wurde am 5. September 2024 das Lied Soft Spine veröffentlicht. Die zweite Single Perfect Soul folgte am 18. November 2024. Gleichzeitig wurde das Album angekündigt. Am 7. Februar 2025 erschien dann die dritte Single No Loss, No Love. Für alle drei Singles wurden Musikvideos veröffentlicht, bei denen Orie McGinness, Dylan Hryciuk sowie Max Moore und Mike Stringer Regie führten. Am 3. März 2025 tauchte für kurze Zeit das Lied Cystal Roses auf diversen Streamingplattformen auf. Noch am selben Tag erklärte die Sängerin Courtney LaPlante, dass die Band der Veröffentlichung einer weiteren Single nicht zugestimmt habe. Am 11. März 2025 veröffentlichte die Band ein Livevideo des Liedes Fata Morgana, welches beim Londoner Konzert von Spiritbox im Alexandra Palace aufgezeichnet wurde.
Das Albumcover ist in schwarz gehalten, was laut Courtney LaPlante eine „Rückkehr zu den Wurzeln“ der Band wäre, deren frühe Veröffentlichungen schwarz-weiße Cover hatten. Das Motiv ähnelt laut LaPlante einem „aufgewühlten Ozean, wobei der erste Teil farbenfroher und lebendiger wäre, während der zweite Teil die eher dunklen Seiten des Lebens symbolisieren“. Am 7. Juli 2025 trat die Band mit dem Lied Soft Spine in der Late-Night-Show Jimmy Kimmel Live auf.

## Inhalt
Laut der Sängerin Courtney LaPlante würde der Albumtitel die Gefühle der Musiker repräsentieren.

„Ein Tsunami ist eines der schlimmsten Dinge, die einem widerfahren kann, der in der Nähe lebt. Man fühlt sich durch ihn klein und man hat nicht die Kraft, ihn zu stoppen. Er wischt alles weg. So fühlt es sich an, wenn du mit deiner psychischen Gesundheit an einer Bruchstelle bist. Es ist wie als wenn man von einer Welle hineingezogen wird. Du bist nur ein Passagier auf dieser Reise.“

Viele Texte handeln von der Vancouver Island, der Heimat der Sängerin Courtney LaPlante und dem Gitarristen Mike Stringer. Die Insel könne nur mit einem Schiff oder einem Flugzeug verlassen werden. LaPlante bezeichnete die Insel als speziellen Ort, den sie gleichzeitig vermisst und abstoßend findet. Durch dieses Gefühl könne man eine Depression „auf ungesunde Weise romantisieren“. LaPlate und Stringer sind zwischenzeitlich nach Los Angeles gezogen, weil sie sich auf Vancouver Island hauptsächlich „gefangen und unverstanden“ gefühlt haben. Das Lied A Heaven with Two Faces handelt von der Hassliebe zur eigenen Heimat, womit sich laut Mike Stringer jeder identifizieren könne.
Die Band widmete das Album ihrem ehemaligen Bassisten Bill Crook, der im Sommer 2024 verstarb. Crook hatte laut Courtney LaPlante die gleichen Erfahrungen wie sie gemacht, da er ebenfalls auf der Vancouver Island aufwuchs.

## Rezensionen
Das deutsche Magazin Visions kürte Tsunami Sea zum „Album des Monats“. Laut Nicola Drilling „gewinnt die Band and Härte und Varianz hinzu, ohne den Durchblick zu verlieren“, wofür sie zehn von zwölf Punkten vergab. Annika Eichstädt vom deutschen Magazin Metal Hammer als „Wunderwerk an Kreativität“, welches „zwischen mitfühlenden Zeilen, brachialen Stimmangriffen und progressiver Instrumentalisierung der Core-Grundlage herumspringt und vor allem gegen Ende begeistern kann“. Der Start in das Album wäre jedoch „schwergängig“, weshalb Eichstädt 5,5 von sieben Punkte vergab. Laut Ronny Bittner vom deutschen Magazin Rock Hard hat die Band das „Kunststück geschafft, seinem Sound treu zu bleiben und sich dennoch weiterzuentwickeln“. Courtney LaPlantes Gesang bezeichnete er als „chamäleonartig“, da sie „sowohl in derben Growls als auch in cleanen Vocals brilliert“. Die Band wäre „eine Klasse für sich“, wofür Bittner 8,5 von zehn Punkten vergab.

## Kommerzieller Erfolg

### Chartplatzierungen
| ChartsChartplatzierungen            | Höchstplatzierung | Wochen |
| ----------------------------------- | ----------------- | ------ |
| Deutschland (GfK)                   | 12 (1 Wo.)        | 1      |
| Österreich (Ö3)                     | 10 (1 Wo.)        | 1      |
| Schweiz (IFPI)                      | 21 (1 Wo.)        | 1      |
| Vereinigte Staaten (Billboard)      | 26 (… Wo.)        | …      |
| Vereinigte Staaten (Billboard Rock) | 2 (… Wo.)         | …      |
| Vereinigtes Königreich (OCC)        | 17 (1 Wo.)        | 1      |

### Verkäufe
In der ersten Woche nach der Veröffentlichung konnte die Band rund 22.000 Album-äquivalente Einheiten absetzen, davon entfielen etwa 16.000 auf reine Verkäufe. Von diesen reinen Verkäufen wiederum entfielen etwa 10.000 Einheiten auf Vinylverkäufe. Tsunami Sea belegte zusätzlich Platz eins der Top Hard Rock Albums.